# スコット・Z・バーンズ
スコット・Z・バーンズ（Scott Z. Burns, 1962年 - ）は、脚本家、映画監督、映画プロデューサーである。

## 人物
マット・デイモン出演の『ボーン・アルティメイタム』（2007年）、『インフォーマント!』（2009年）、『コンテイジョン』（2011年）の脚本を書いている。また、アカデミー長編ドキュメンタリー映画賞受賞の『不都合な真実』を製作している。
『インフォーマント!』では、シカゴ映画批評家協会賞脚本賞を受賞した。
ミネソタ州ゴールデンバレー出身であり、1985年にミネソタ大学ツインシティー校で英語の学位を得て卒業した。

## フィルモグラフィ

### 映画
- Pu-239 (2006) 監督・脚本
- 不都合な真実 An Inconvenient Truth (2006) 製作
- ボーン・アルティメイタム The Bourne Ultimatum (2007) 脚本
- Don't I Know You (2008) 短編、監督・製作総指揮
- What We Take from Each Other (2009) 短編、監督、脚本
- インフォーマント! The Informant! (2009) 脚本
- コンテイジョン Contagion (2011) 脚本
- サイド・エフェクト Side Effects (2013) 脚本・製作
- 不都合な真実2 放置された地球 An Inconvenient Sequel: Truth to Power (2017) 製作総指揮
- 喜望峰の風に乗せて The Mercy (2017) 脚本
- ザ・レポート The Report (2019) 監督・脚本・製作
- ザ・ランドロマット -パナマ文書流出- The Laundromat (2019) 製作・脚本

### テレビシリーズ
- カリフォルニケーション ある小説家のモテすぎる日常 Californication
  - 第1シーズン第9話「新しい世界」 (2007) 監督